# Estación de Pekín Sur
La estación de ferrocarril Beijingnan (el Sur de Pekín) (en chino, 北京南站; pinyin, Běijīngnán Zhàn), popularmente conocida como la estación Sur (de Pekín) (南站), es una gran estación ferroviaria (que sirve principalmente a trenes de alta velocidad) en el distrito de Fengtai, Beijing, a unos 7,5 km al sur del centro de la capital china. La estación en su forma actual se abrió el 1 de agosto de 2008 con motivo de los Juegos Olímpicos de Pekín 2008 y reemplazó la antigua estación del sur de Beijing, originalmente conocida como la estación de Majiapu y luego renombrada estación de Yongdingmen, que se encontraba a 500 metros. La antigua estación estuvo en uso desde 1897 hasta 2006.
La nueva estación de ferrocarril Pekín Sur es la estación más grande de la ciudad y una de las más grandes de Asia. Se une a la estación principal de trenes de Beijing y a la estación de Pekín Oeste como uno de los tres principales centros ferroviarios de pasajeros en la capital china. Sirve como terminal para los trenes de alta velocidad en el ferrocarril interurbano Beijing-Tianjin y el ferrocarril de alta velocidad Pekín-Shanghái que puede alcanzar velocidades de hasta 350 km/h. Los trenes nocturnos de CRH desde y hacia Shanghái también salen de esta estación.
La estación integra dos estaciones de la línea de metro de Beijing, centros de autobuses (incluido un autobús de enlace con el aeropuerto) y paradas de taxis, en el mismo edificio, e incluye una amplia variedad de restaurantes en la estación.